# Stazione di Borgoratto
Stazione di Borgoratto vasútállomás Olaszországban, Borgoratto Alessandrino településen.

## Vasútvonalak
Az állomást az alábbi vasútvonalak érintik:
- Alessandria–San Giuseppe di Cairo-vasútvonal

## Kapcsolódó állomások
A vasútállomáshoz az alábbi állomások vannak a legközelebb:
- Stazione di Cantalupo
- Gamalero railway station